# Vladimír Balaš (lékař)
Vladimír Balaš (3. února 1924 Čechohrad, Ukrajina, tehdy SSSR – 11. července 2017, Nespeky) byl český lékař, vysokoškolský pedagog a bývalý politik, poslanec České národní rady za normalizace.

## Biografie
Narodil se na nynější Ukrajině, tehdy součásti SSSR v obci Čechohrad, založené českými emigranty. V SSSR zahájil lékařská studia, která přerušil po vypuknutí II. světové války. Během války se v roce 1943 stal příslušníkem Svobodovy armády v SSSR.  V řadách 1. československého armádního sboru se účastnil bojů v SSSR a na Slovensku během SNP. 
Byl ženatý, jeho manželkou byla Milena Balašová. Manželství bylo bezdětné.

### Profesní život
Po roce 1945 se usadil v Československu, kde pokračoval ve studiu na LF UK. Studia dokončil v roce 1947. Profesí byl chirurgem. Jako chirurg poté působil v Mostě a v České Lípě.  Od roku 1951 pracoval na chirurgické klinice 1. lékařské fakulty Univerzity Karlovy. V 50. letech 20. století působil v Koreji během korejské války
Od roku 1970 působil ve funkci děkana Fakulty všeobecného lékařství. V roce 1978 se stal členem korespondentem ČSAV. Od roku 1975 byl jejím přednostou. Specializoval se na břišní chirurgii, zejména operace žlučových cest, pankreatu a jater. Byl žákem Arnolda Jiráska. V letech 1975 až 1990 působil ve funkci přednosty chirurgické kliniky. Za jeho působení proběhla výstavba nového operačního traktu a rekonstrukce lůžkových oddělení. Založil tradici Pražských chirurgických dnů.
V roce 1990 byl odvolán z funkce přednosty chirurgické kliniky i děkana Fakulty všeobecného lékařství. Život dožil na své chatě v Nespekách.

### Politická kariéra
Od poloviny roku 1954 byl tajným spolupracovníkem Vojenské kontrarozvědky s krycím jménem Flek.
Od voleb roku 1971 zasedal za Komunistickou stranu Československa v České národní radě. Mandát získal i ve volbách roku 1976 a volbách roku 1981 a volbách roku 1986. V ČNR zasedal až do konce volebního období, tedy do voleb roku 1990.